# Magdelaine Chapelain
Magdelaine Chapelain, född 1651, död i juni 1724, var en fransk sierska. Hon var en av de åtalade i den beryktade Giftmordsaffären. 

## Biografi

### Verksamhet
Chapelain var en framgångsrik spåkvinna. Hon var förmögen och hade köpt sin make, en före detta kusk, en tjänst som byråkrat. Adam Lesage uppgav att Chapelain tillsammans med en man vid namn Boucher arbetade med att framställa gifter och utöva magi och därpå gjort sig skyldiga till stora synder. Hon häktades samtidigt som Francoise Filastre i december 1679. Filastre hade tidigare tjänat hos Chapelain, vilken hade betalat för den resa till Auvergne som Filastre återkom från vid sin häktning. Filastre uppgav också att hon hade sålt en del av det gift hon köpt av Philippe Galet till Chapelain, vilken i sin tur sålde det till sina kunder. Hon hade också vid ett tillfälle hyrt ut en av sina fastigheter till Louis de Vanens.   

### Giftmordsaffären
Många uppgifter om Chapelain saknas, eftersom de dokument som beskriver hennes förhör och konfrontationer till stora delar saknas. Enligt polismästare La Reynie var hon skyldig till att ha begått en rad förgiftningar, helgerån och svartkonster. I hennes hem återfanns stora mängder afrodisiakum, som hon påstod hade välsignats av prästen Cotton. Hon hade försökt sluta en pakt med Satan och hade planerat att sända en kvinna vid namn Belliere till Västindien då hon hade hört att det gick att tala med Satan där. Filastre uppgav också att Chapelain 1676 hade sänt henne till Normandie för att köpa gift och få råd om hur man slöt en djävulspakt av Philippe Galet. Chapelain hävdade dock att det var på hertiginnan Antoinette de Vivonnes order som Filastre hade besökt Galet. 
Filastre berättade att hennes matmor Chapelain, sedan denna förgäves försökt förmå Filastre att utföra en magisk dödsbesvärjelse, själv hade utfört en sådan, med hjälp av människoben och exkrement gentemot en man vid namn Leroy. Detta skedde på uppdrag av Leroys hustru, som ville gifta sig med sin älskare. Chapelain sades också ha förgiftat sin forne älskare Abbé Charpy, aktrisen Therese Du Parc och Parisparlamentets president Lamoignon, även om detta inte kunde bevisas. Filastre hävdade dessutom att Chapelain hade utfört en abort, vilket var olagligt vid denna tid.  
Chapelain ska 1679 ha anlitats av Madame de Montespan för att placera en giftmörderska i hushållet hos Marie-Angelique de Fontanges, en rival till Montespan, i syfte att mörda denna. Marguerite Monvoisin klargjorde denna sak då hon uppgav att denna giftmörderska hade varit Filastre. 

### Efterspel
Magdelaine Chapelain ställdes aldrig inför rätta utan sattes i livstids fängelse genom ett lettre de cachet. Hon sändes i december 1682 till Bellisle tillsammans med Marguerite Monvoisin och ytterligare tio kvinnor. Hon avled i juni 1724, och var då den sista kvarvarande av Giftimordsaffärens fångar, vars dödsdatum man känner till.     